# Abu Awn
Abu-Awn Abd-al-Màlik ibn Yazid al-Khurassaní (mort en 784) fou un general àrab de l'època abbàssida, nadiu de la ciutat de Gorgan.
Quan va esclatar la revolta abbàssida al Khurasan el 9 de juny del 747, Abu Awn va participar en les diferents campanyes; primer va acompanyar al general en cap Qàhtaba ibn Xabib i més tard aquest el va enviar a Shahrazur on amb l'ajut de Màlik ibn Tàrif va derrotar Uthman ibn Sufyan el 10 d'agost del 749.
El 750 Abu-Awn era a la rodalia de Mossul i Marwan II el va atacar; es va lliurar una gran batalla en la qual Abu-Awn va unir les seves forces a altres forces abbàssides sota el comandament suprem de Abd-Al·lah ibn Alí, en la qual els abbàssides foren victoriosos (25 de gener del 750); fou enviat llavors a perseguir a Marwan i a conquerir Damasc; quan Marwan va passar a Palestina el general Abd-Al·lah ibn Alí va enviar altre cop Abu-Awn i el general Sàlih ibn Alí, un príncep abbàssida, en persecució de l'omeia, i després a altres per continuar cap a Egipte.
Encara va obtenir una nova victòria sobre les forces omeies que protegien a Marwan; Sàlih ibn Alí havia ocupat el govern d'Egipte, però al cap d'uns mesos el va substituir Abu-Awn (751) que va exercir fins al 753/754, període en què va reprimir una revolta dels coptes. El 753/754 Sàlih va retornar al govern d'Egipte i va enviar Abu-Awn a una expedició a Líbia. El 754/755 va tornar a ser nomenat governador d'Egipte fins al 758.
El 761 fou enviat al Khurasan on hi havia disturbis i el 767 va participar en la lluita contra els rebels ustajis. El 775/776 fou nomenat per al-Mahdí com a governador del Khurasan però fou destituït al cap d'un any en no aconseguir posar fi a la revolta de Mukanna.
El califa al-Mahdí el va visitar al seu llit de mort el 784.

## Nota
1. ↑  Aquesta batalla és anomenada del Gran Zab o del Zab superior, i es va lliurar prop de Mossul